# حذا
الحذا (باللاتينية: Ducrosia) جنس نباتي ينتمي إلى الفصيلة الخيمية. يضم هذا الجنس ستة أنواع مقبولة من النباتات موطنها حوض البحر الأبيض المتوسط نوعان منها في بلاد الشام.

## من أنواعه في الوطن العربي
- الحذا الإسماعيلي (باللاتينية: Ducrosia ismaelis) في مصر
- الحذا شبتي الأوراق (باللاتينية: Ducrosia anethifolia) في بلاد الشام
- الحذا مروحي الأوراق (باللاتينية: Ducrosia flabellifolia) في بلاد الشام